# MTV新闻
MTV新闻是音樂電視網的新闻制作部门。该服务在美国提供，其全球网络上有本地化版本和在线新闻团队。2016年，MTV重新打造了MTV新闻品牌，以与BuzzFeed和《Vice》等竞争。 但到2017年中期，MTV新闻大幅削减规模。
MTV新闻的内容可以通过MTV网站、应用、YouTube和电视播出获取。
2018年11月，MTV News开始在Twitter上制作每日更新节目《MTV News: You Need to Know》。 后来更名为《MTV News Need to Know》，该节目发展成为一个涵盖从流行文化到社會正義问题，再到选举政治等热门话题的数字系列节目。
2023年5月9日，MTV宣布该部门将关闭。相关网站于2024年6月24日关闭。